# ۱،۳-سیکلوهپتادین
۱،۳-سیکلوهپتادین (به انگلیسی: 1,3-Cycloheptadiene) با فرمول شیمیایی C7H10 یک ترکیب شیمیایی با شناسه پاب‌کم 19969 است؛ که جرم مولی آن ۹۴٫۱۵۷ g/mol می‌باشد.  ۱٬۳-سیکلوهپتادین یک سیکلوآلکن‌ها با اشتعال‌پذیری بالا است که به صورت مایع شفاف دیده می‌شود.